# Xã Castle Rock, Quận Hettinger, Bắc Dakota
Xã Castle Rock (tiếng Anh: Castle Rock Township) là một xã thuộc quận Hettinger, tiểu bang Bắc Dakota, Hoa Kỳ. Năm 2010, dân số của xã này là 49 người.